# Islamorada
Islamorada és una població al Comtat de Monroe (Florida). Segons el cens del 2007 tenia 6.386 habitants.

## Demografia
Segons el cens del 2000, Islamorada tenia 6.846 habitants, 3.174 habitatges, i 1.853 famílies. La densitat de població era de 371,8 habitants/km².
Dels 3.174 habitatges en un 17,9% hi vivien nens de menys de 18 anys, en un 50,2% hi vivien parelles casades, en un 4,9% dones solteres, i en un 41,6% no eren unitats familiars. En el 32,3% dels habitatges hi vivien persones soles el 8,9% de les quals corresponia a persones de 65 anys o més que vivien soles. El nombre mitjà de persones vivint en cada habitatge era de 2,1 i el nombre mitjà de persones que vivien en cada família era de 2,63.
Per edats la població es repartia de la següent manera: un 15,5% tenia menys de 18 anys, un 4,5% entre 18 i 24, un 27,5% entre 25 i 44, un 35,6% de 45 a 60 i un 16,9% 65 anys o més.
L'edat mediana era de 46 anys. Per cada 100 dones de 18 o més anys hi havia 112,2 homes.
La renda mediana per habitatge era de 41.522 $ i la renda mediana per família de 56.118 $. Els homes tenien una renda mediana de 31.339 $ mentre que les dones 25.670 $. La renda per capita de la població era de 29.519 $. Entorn del 3,5% de les famílies i el 6,9% de la població estaven per davall del llindar de pobresa.

## Poblacions més properes
El següent diagrama mostra les poblacions més properes.